# Todiramphus diops
Todiramphus diops , conhecida como martim-caçador-de-dorso-azul  é uma espécie de ave da família Alcedinidae.
É endémica da Indonésia.
Os seus habitats naturais são: florestas de mangal tropicais ou subtropicais.